# زرنيخات النحاس الثنائي
زرنيخات النحاس الثنائي هو مركب كيميائي لاعضوي صيغته Cu3(AsO4)2 ويوجد على هيئة مسحوق بلوري أزرق أو أخضر مزرق.

## التحضير
يحضر هذا المركب من تفاعل تعديل محاليل من كبريتات النحاس الثنائي وأكسيد الزرنيخ الخماسي بمحلول هيدروكسيد الصوديوم.

## الخواص
يوجد المركب في الشروط القياسية على هيئة مسحوق بلوري أزرق أو أخضر مزرق، وهو غير منحل في الماء، لكنه قابل للانحلال في الأمونيا.